# Lampl Hugó
Lampl Hugó, Lampl Hugó Rezső (Budapest, 1883. április 10. – Budapest, 1976. június 14.) magyar mérnök, a műszaki tudományok doktora (1954).

## Életpályája
Lampl Hugó főszámvevő és Heuffel Teréz fiaként született. Oklevelét 1905-ben a budapesti József Műegyetemen szerezte. Először a Csepel-szigeti Ármentesítő Társulatnál vállalt munkát, ahol egészen 1912-ig dolgozott. 1913-tól 1914-ig a Kvassay-zsilip építésénél foglalkoztatták. Részt vett a Csepel-szigeti Cementkísérleti Állomás anyagvizsgálati kutatásaiban. Eredményeit Sajó Elemérrel közösen írt monográfiában foglalta össze. A cementkísérletek mellett 1908-ban Sajó Elemérrel együtt végezték az első hazai vízépítési kisminta-kísérleteket. A Kvassay-zsilip építésétől kezdve a szádfalazás, a talajszilárdítás (cementbesajtolás), a munkagödrök víztelenítése stb. foglalkoztatták. 1919-ben, a soroksári Duna-ág csatornázásának munkálatait a tanácskormány támogatásával, majd a román intervenció idején is folytatta. 1920-tól a budapest-csepeli kikötőépítés osztályvezető mérnöke. A Tassi Vízlépcső építésénél 1926-ban hazánkban elsőként alkalmazta a talajvízszint-süllyesztéses alapozást és az öntőtornyos betonozást. A balatoni kikötők építését is ő irányította. Lampl Hugó vezette a békésszentandrási vízlépcső (1936–42), a Tiszafüredi Öntözőrendszer (1940), a Hódmezővásárhelyi Öntözőrendszer (1947), a Duna–Tisza-csatorna tervezését (1947-ig), valamint a Tiszalöki Vízlépcső főmérnökeként az alapozás és építés munkálatait. 1955-ben vonult nyugállományba.
Felesége Pátzay Mária Magdolna (1887–1954) volt, Pátzay Pál nővére, akit 1911. március 9-én Kapuváron vett nőül. Gyermekük Lampl Mária, Wessely Józsefné (1914–2005) festőművész.

## Társadalmi szerepvállalása
A Magyar Hidrológiai Társaság 1954-ben tiszteleti tagjává választotta.

## Főbb művei
- A beton (Sajó Elemérrel, Budapest, 1914)
- Vasszádfalak (Vízügyi Közlöny, 1917)
- Időszerű vízépítési közmunkák a munkanélküliség leküzdésének szolgálatában (Vízügyi Közlöny, 1938. 3. sz.)
- A Duna–Tisza-csatorna… (Hollósy Ferenccel, Budapest, 1947)
- Munkagödrök víztelenítése talajvízszintsüllyesztéssel (akadémiai doktori értekezés, Budapest, 1954)

## Díjai, elismerései
- A Magyar Mérnök- és Építész-Egylet nagydíja (aranyérem)
- Vásárhelyi Pál-díj I. fokozata (1973)

## Emlékezete
Nevét őrzi a Lampl Hugó-emlékérem